# 遂宁西站
遂宁西站是达成铁路上的一座铁路车站，位于四川省遂宁市船山区新桥镇关家沟村，隶属于成都铁路局遂宁车务段，为四等站。车站于1997年12月25日交付并开通临管运营，现仅作列车会让用，不办理客货运业务。车站上下行区间均为单线，区间及站内均已电气化。

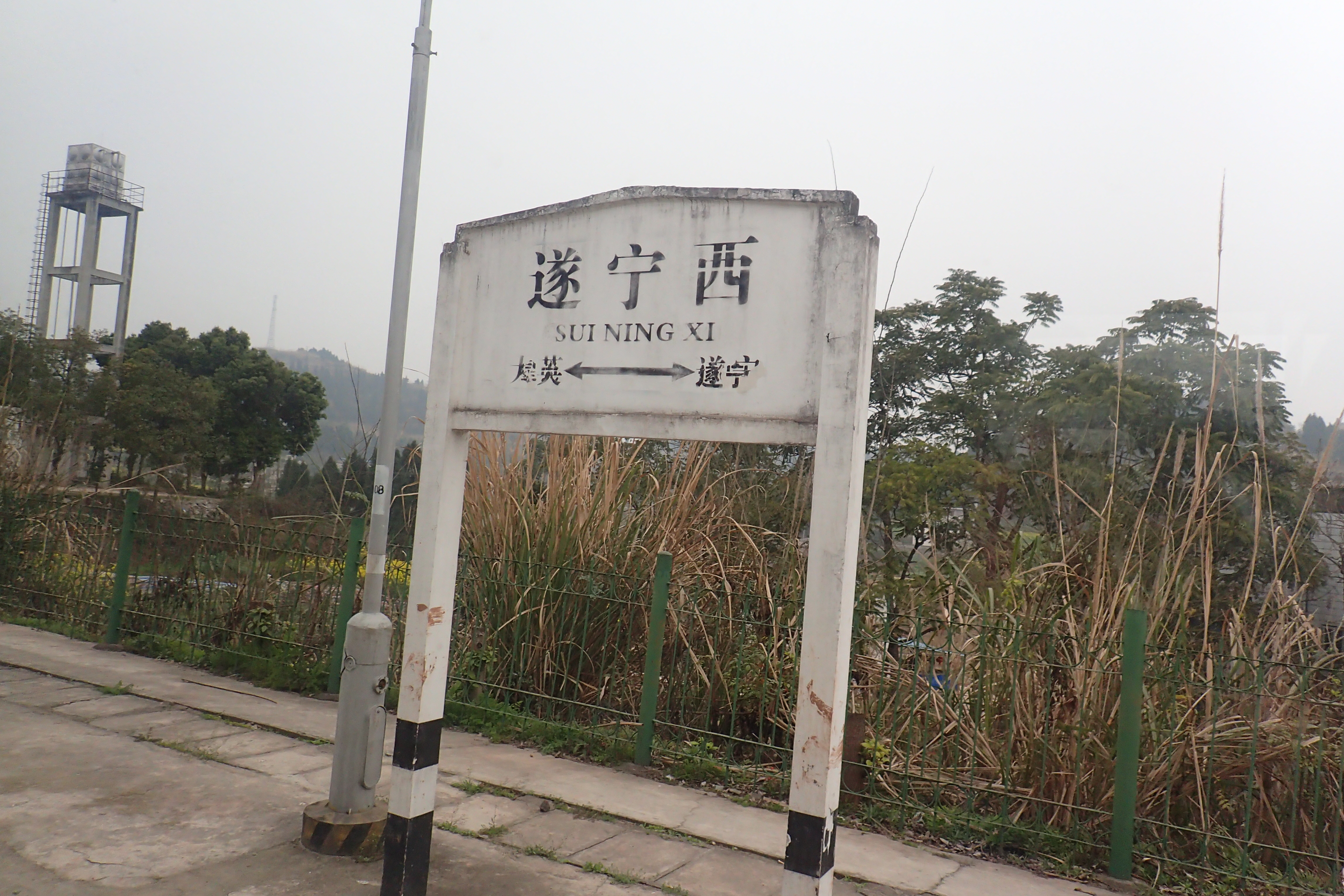
2018年，列车上拍摄的遂宁西站站牌

## 车站设施
车站站场呈西南—东北走向，设有股道3条（其中正线1股，侧线2股），站台1座，站房位于线右，未配备客货运设施。